# Zebu

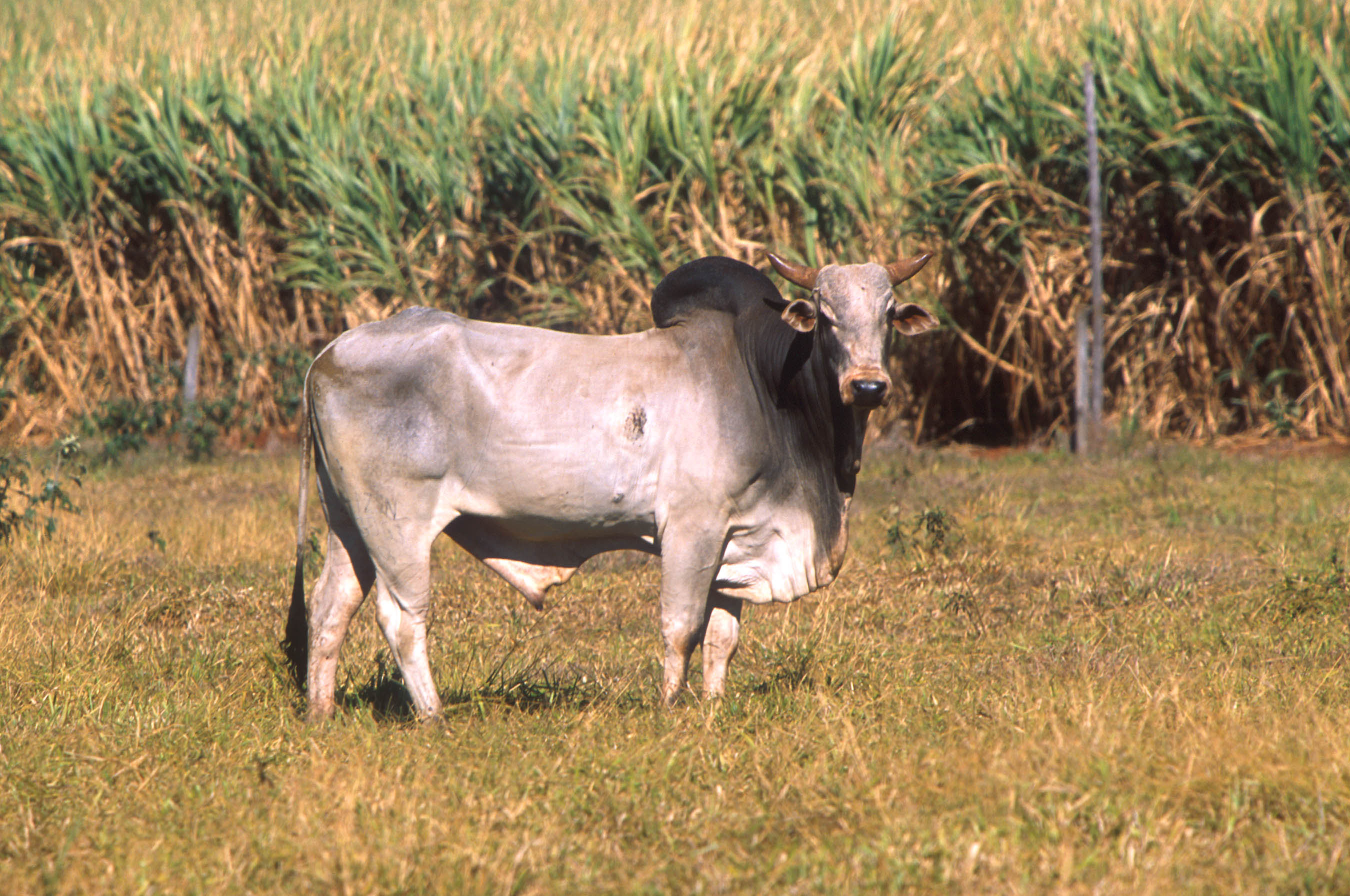
Zebu.

Zebu, latin Bos primigenius indicus, Bos indicus eller Bos taurus indicus, är en sydasiatisk nötboskapsras som är synnerligen värmetålig.